# Orveau-Bellesauve

Orveau-Bellesauve este o comună în departamentul Loiret din centrul Franței. În 1 ianuarie 2018 avea o populație de 420 de locuitori.